# Vladár Endre
Vladár Endre (Bia, 1888. szeptember 24. – Keszthely, 1967. szeptember 22.) tanszékvezető, akadémiai igazgató.

## Élete
1888. szeptember 24-én született a Pest-Pilis-Solt-Kiskun vármegyei Bián. A József Műegyetemen szerzett gépészmérnöki diplomát 1910-ben. Rövidesen a Magyaróvári Magyar Királyi Gazdasági Akadémiához nevezték ki a műszaki tanszékre. 1917-ben kapott megbízást a tanszék és a hozzá kapcsolódó Gépkísérleti Állomás vezetésére. Tanári és állomásvezetői működése mellett mezőgazdasági gépek vizsgálatára alkalmas műszereket tervezett, gépversenyeket szervezett, tanulmányokat írt és részt vett a város kulturális és zenei életében. 1931-ben áthelyezték Keszthelyre, itt nyugdíjazták 1949-ben. 1967. szeptember 22-én halt meg Keszthelyen.

## Főbb művei
- A gépszántás mezőgazdasági, gépszerkesztési és gyártási szempontból. (Budapest, 1913)
- Jelentés a galántai nemzetközi szántógépbemutatóról. (Budapest, 1915)
- Mezőgazdasági gépiparunk fejlődése. (Budapest 1917)
- A talajművelő gépek vizsgálatához újabb műszerek szerkesztése. (Budapest 1926)
- A cséplési szemveszteség vizsgálati módszerei. (Budapest, 1933)
- A Piche-féle párolgásmérő elmélete és tökéletesítése. (Budapest, 1964)
- A Balaton áramlásai különös tekintettel a keszthelyi öböl iszaposodására. (Keszthely, 1968)